# Цвета Калейнска
Цвета Калейнска (родилась 19.06.1988), больше известна как Tsvetta — болгарская писательница, консультант и модель. Цвета стала всемерно известной после участия в международном модельном конкурсе Мисс Диаспора, который состоялся 2010 году в городе Нью Йорке.

## Ранние Годы
Цвета родилась и выросла в Велико-Тырново, Болгария. Родители болгарского происхождения, мать — профессор, отец — врач-гинеколог. Цвета, что в переводе с болгарского означает «цветок», была названа в честь своей бабушки.
В 2008 году для получения высшего образования Цвета переехала в Нью Йорк, США, где училась по стипендии в колледже St. Francis. В 2012 Калейнска окончила колледж с двумя высшими образованиями — управление маркетингом и международная экономика и бизнес. Сейчас Калейнска учится на магистратуре в Нью Йоркском колледже Baruch (City University of New York at Baruch College). Цвета свободно владеет английским, французским, испанским и итальянским языками.

## Публикации
В 2011, Цвета опубликовала свой первый сборник стихов «Цветы из Рая». С 2012 года она начала работать в качестве стратегического консультанта в Dogs Bollocks 5 — агентство по стратегическому планированию и анализу социальных сетей. Цвета также пишет статьи для болгарской прессы, она ведет ежемесячную колонку для Болгарского национального научного журнала «Балгарская наука». Работы Калейнской были опубликованы во многих газетах и журналах Восточной Европы, включая известный модный журнал Космополитен.

## Модельная Карьера
В 2010 году, несмотря на свой маленький рост, Цвета была удостоена титула «Мисс Болгария» на ежегодном конкурсе «Мисс Болгарская. Диаспора в США». Конкурс красоты послужил началом её модельной карьеры. Цвета принимала участие в съёмках для Американских и Болгарских брендов одежды. В 2011 она стала лицом «Рома Фэшн». Болгарского фестиваля в поддержку дизайнеров цыганского происхождения. В 2014 один из элитных бутиков Нью Йорка заявил, что Цвета послужила вдохновением для их новой коллекции. Её имя так же было связано с модельными агентствами Diaspora Models и Planete Chic.